# 긴키 닛폰 철도

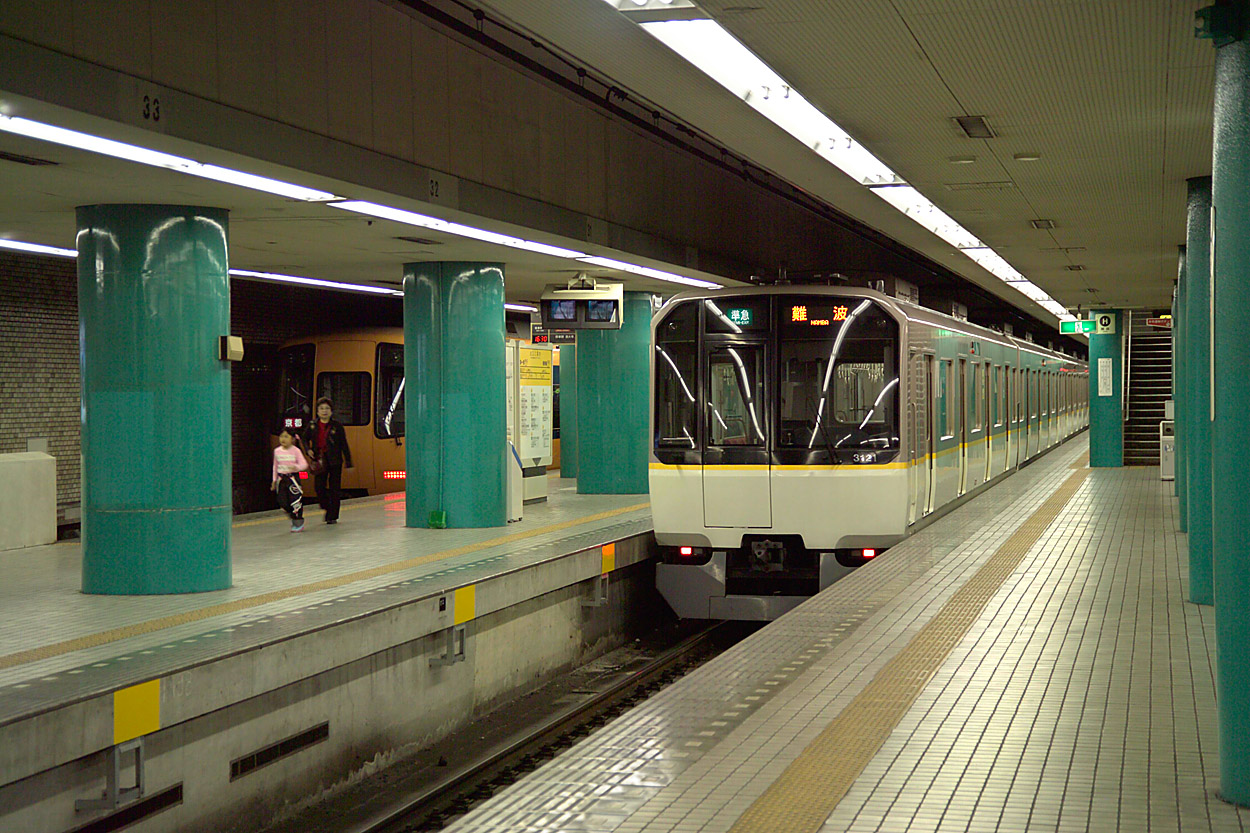
긴테쓰 나라 역의 승강장

긴키 닛폰 철도 주식회사(일본어: 近畿日本鉄道株式会社 긴키닛폰테쓰도[*], Kintetsu Corporation)는 일본의 긴키 지방과 도카이 지방에 노선을 가지고 있는 민간 철도 회사이다. 대규모 사철(大手私鉄)의 하나이며 일반적인 약칭은 긴테쓰(近鉄)이다.
오사카부, 나라현, 교토부, 미에현, 아이치현에 노선을 갖고 있으며, 총 영업 거리는 JR 그룹을 제외한 일본의 철도사업자(민영 철도) 가운데 가장 길다.
1914년에 "오사카 전기 궤도"에 의해 오사카 우에혼마치역 - 나라역 구간(현재의 나라선)에서 영업을 시작한 후, 전철 회사의 흡수를 되풀이하면서 현재의 노선망을 구축했다.
오사카 - 나라, 오사카 - 나고야, 교토 - 나라 등의 도시간 여객 수송과 미에현의 이세 신궁(伊勢神宮), 시마 반도(志摩半島), 나라현의 요시노(吉野) 등으로의 관광객 수송을 중심 사업으로 하고 있으며, 또 대중교통, 물류, 해운, 레저, 백화점 등의 관련 회사들로 구성되는 "긴테쓰 그룹"의 주요 기업이기도 하다.
2004년까지는 프로 야구 팀 오사카 긴테쓰 버펄로스를 갖고 있었다.
2014년 4월 30일 지주 회사로 전환을 위해 긴키 닛폰 철도 분할 준비를 설립하였다. (구) 긴키 닛폰 철도를 긴테쓰 그룹 홀딩스로 사명 변경 한 후, 철도 궤도 사업을 긴키 닛폰 철도 분할 준비에 넘겨주었다. 또한 부동산 사업을 긴테쓰 부동산에 넘겨주고, 호텔·여관 사업을 긴테쓰 호텔 시스템즈로, 유통 사업을 긴테쓰 소매 서비스에 각각 흡수 분할하여 지주 회사로 이행하였다. 그후 긴키 닛폰 철도 분할 준비는 (신) 긴키 닛폰 철도로 사명을 변경하였다.

## 노선망

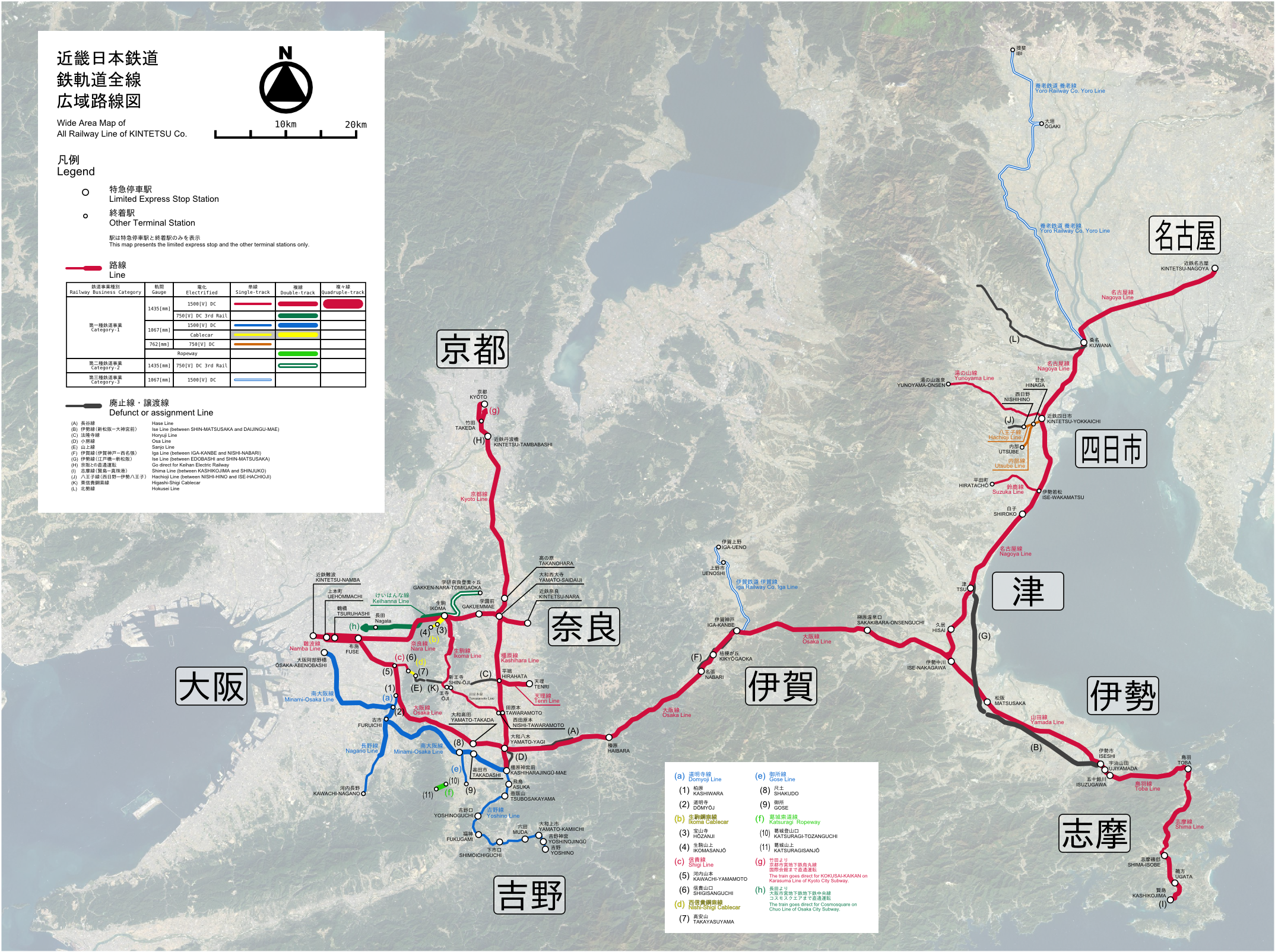
긴테쓰 광역노선도

긴키 닛폰 철도가 보유하고 있는 노선은 궤간에 따라서 표준궤(1,435 mm 궤간)과 협궤(1,067 mm 궤간), 특수협궤(762 mm 궤간)의 3종류로 나눌 수 있다.
또한 급전 방식은 기본적으로 1500 V 직류를 사용하고 있으나 특수협궤 노선은 미에교통 시대부터 이어져 온 750 V 직류를 유지하고 있으며 오사카 메트로 주오선과 상호 직통 운행하고 있는 게이한나선의 경우에는 750 V의 제3궤도(第三軌条) 방식으로 전기를 공급받고 있다.
노선 이름 앞에 알파벳은 역 넘버링의 노선 기호.

### 표준궤 노선

#### 오사카・나고야 계열
- D 오사카선 (오사카우에혼마치 ~ 이세나카가와)
  - J 시기선 (가와치야마모토 ~ 시기산구치)
- E 나고야선 (이세나카가와 ~ 긴테쓰나고야)
  - K 우노야마선 (긴테쓰욧카이치 ~ 유노야마온천)
  - L 스즈카선 (이세와카마쓰 ~ 히라타초)
- M 야마다선 (이세나카가와 ~ 우지야마다)
- M 도바선 (우지야마다 ~ 도바)
- M 시마선 (도바 ~ 가시코지마)

#### 나라・교토 계열
- A 난바선 (오사카우에혼마치 ~ 오사카난바)
- A 나라선 (후세 ~ 긴테쓰나라)
  - G 이코마선 (오지 ~ 이코마)
  - C 게이한나선 (나가타 ~ 갓켄나라토미가오카)
- B 교토선 (교토 ~ 야마토사이다이지)
- B 가시하라선 (야마토사이다이지 ~ 가시하라진구마에)
  - H 덴리선 (히라하타 ~ 덴리)
  - I 다와라모토선 (신오지 ~ 니시타와라모토)

### 협궤 노선

#### 1,067 mm
- F 미나미오사카선 (오사카아베노바시 ~ 가시하라진구마에)
  - N 도묘지선 (도묘지 ~ 가시와라)
  - O 나가노선 (후루이치 ~ 가와치나가노)
  - P 고세선 (샤쿠도 ~ 긴테쓰고세)
  - F 요시노선 (가시하라진구마에 ~ 요시노)

### 케이블카
- Y 이코마코사쿠선 (도리이마에 ~ 이코마산조)
- Z 니시시기코사쿠선 (시기산구치 ~ 다카야스야마)

### 로프웨이
- 카쓰라기삭도선 (카쓰라기토진누씨 ~ 카쓰라기산조)

### 폐지된 및 이관된 노선
- 하세 선: 사쿠라이역 ~ 하세 역（오사카 전기 궤도 시대의 1938년 2월 1일에 폐지）
- 산조 선: 타카야수야마 ~ 시기산몬（시기산 급행 전철 시대의 1944년 1월 7일 정지, 긴테쓰 출범후 1957년 3월 21일 폐지）
- 신호류지 선: 신호류지 역 ~ 히라하타（1945년 2월 11일정지, 1952年 4월 1일 폐지）
- 오후사 선: 우네비역 ~ 가시하라진구에키（1950년 7월 1일 정지, 1952년 9월 1일 폐지）
- 이세 선: 에도바시 ~ 신마쓰사카 - 다이진구마에（간사이 급행 전철 시대의 1942년 8월 11일에 신마쓰사카 ~ 다이진구마에까지 폐지, 긴테쓰 출범후 1961년 1월 22일에 잔여 구간 폐지）
- 시마 선 (가시코지마 ~ 신주코): 1969년 7월 1일 폐지
- 하치오지 선(니시히노 ~ 이세하치오지): 1974년 7월 25일정지, 1976년 9월 1일 폐지
- 히가시시기코사쿠 선: 1983년 9월 1일 폐지
- 호쿠세이 선: 2003년 4월 1일 폐지, 산기 철도에 이관
- 요로 선: 2007년 10월 1일 폐지, 자회사인 요로 철도에 이관
- 이가 선: 2007년 10월 1일 폐지, 자회사인 이가 철도에 이관
- 우쓰베 선(긴테쓰욧카이치 ~ 우쓰베): 2015년 4월 1일 폐지, 욧카이치 아스나로 철도에 이관
- 하치오지 선(히나가 ~ 니시히노): 2015년 4월 1일 폐지, 욧카이치 아스나로 철도에 이관